# Cerkiew św. Michała Archanioła w Novej Sedlicy
Cerkiew św. Michała Archanioła w Novej Sedlicy – drewniana greckokatolicka cerkiew filialna zbudowana w 1764 w Novej Sedlicy, przeniesiona w 1974 do muzeum w Humenném.

## Historia
Cerkiew postawiono w 1764 w miejscowości Nová Sedlica położonej w słowackich Bieszczadach. W 1974 przeniesiona do skansenu.

## Architektura i wyposażenie
To budowla drewniana konstrukcji zrębowej, trójdzielna. Niewielkie prezbiterium zamknięte trójbocznie. Niski babiniec i nawa większa, kwadratowa. Wieża, o prostych ścianach, od frontu nadbudowana nad babińcem, zwieńczona podwójnym ełmem stożkowym. W wieży dzwon z 1811. Dachy kryte gontem, namiotowe, nad nawą namiotowy, łamany, w dolnej części czworoboczny, w górnej ośmioboczny, a nad prezbiterium wielopołaciowy, łączący się z okapem nawy i babińca. Zwieńczone cebulastymi hełmami. Nad babińcem dodatkowe pomieszczenie na pięterku.
Wewnątrz strop płaski w babińcu wzmocniony zdobioną belką. W nawie wysokie przekrycie zrębowe. Portal w głównym wejściu o wykroju gotyckim, zdobiony rozetami. Wyposażenie wnętrza oryginalne przeniesione z Novej Sedlicy: barokowy ołtarz główny, w prezbiterium z XVIII w. z ikoną Koronacji Bogurodzicy, ikonostas z połowy XVIII w., ikona św. Michała Archanioła, ikona Golgoty z 1843.
Kilka cennych ikon z tej cerkwi znajduje się w muzeach w Bratysławie i Svidniku.   

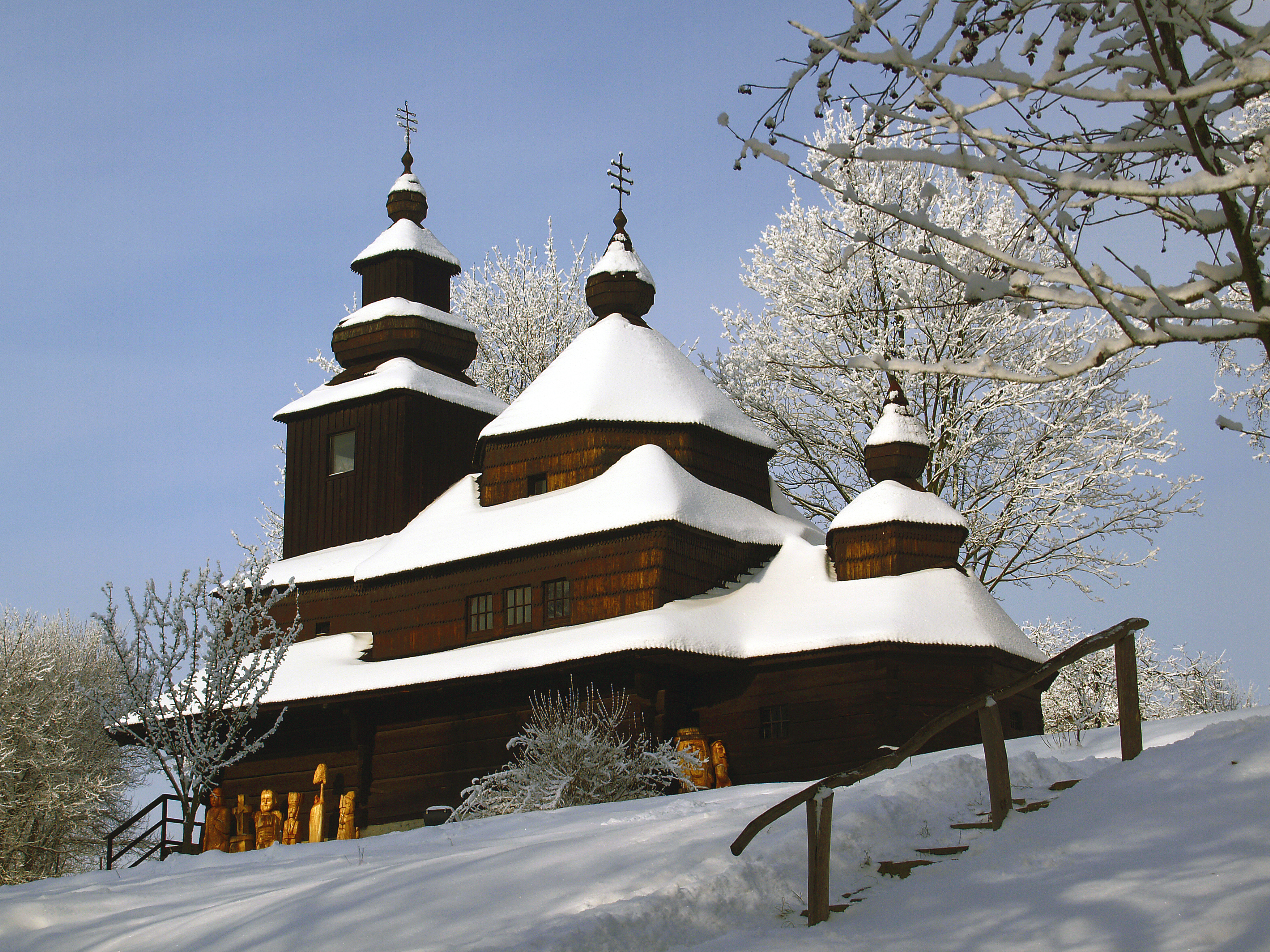
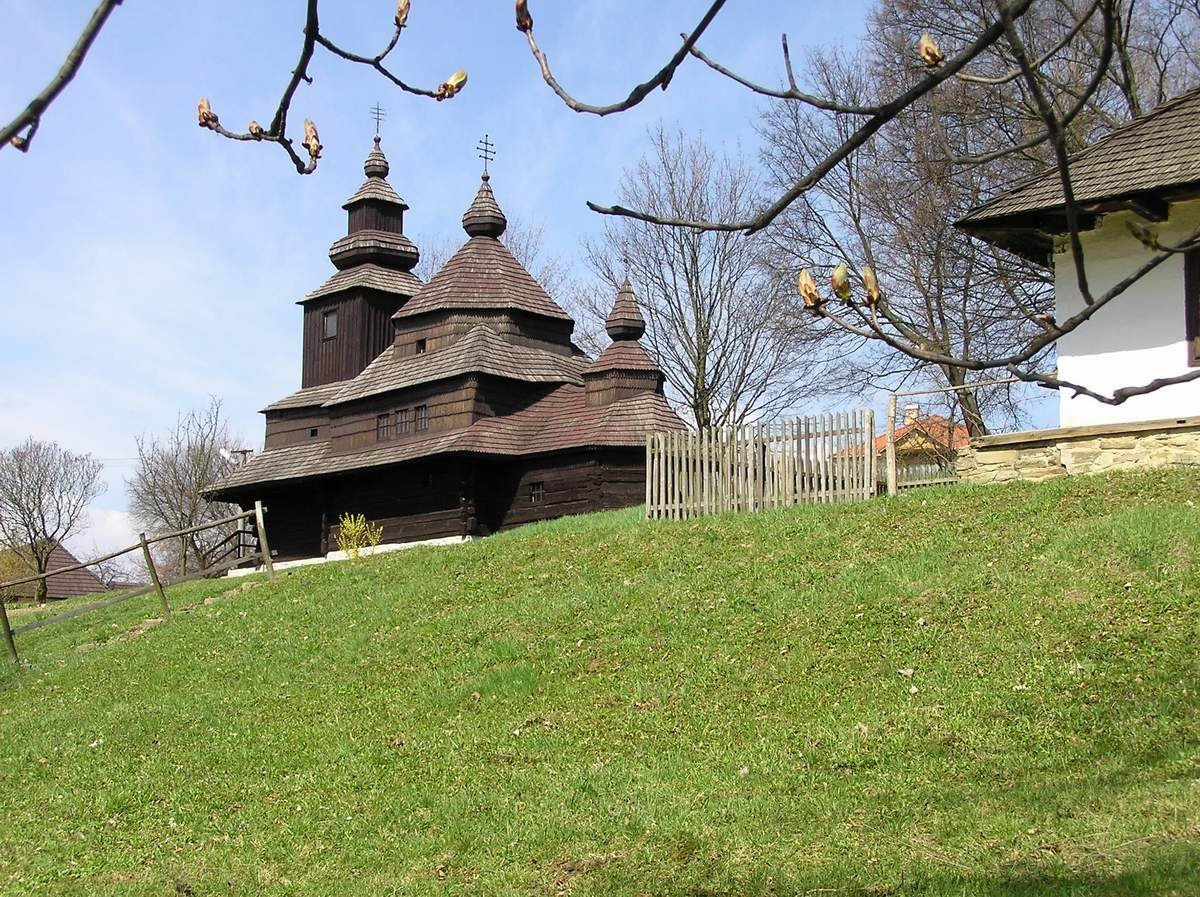